# W. Lower
W. Lower (datas desconhecidas) foi um ciclista britânico. Defendeu as cores do Reino Unido na prova dos 20 km nos Jogos Olímpicos de 1908, em Londres.